# Žegovačka Vrbica
Vërbicë e Zhegocit en albanais et Žegovačka Vrbica en serbe latin (en serbe cyrillique : Жеговачка Врбица) est une localité du Kosovo située dans la commune/municipalité de Gjilan/Gnjilane, district de Gjilan/Gnjilane (Kosovo) ou district de Kosovo-Pomoravlje (Serbie). Selon le recensement kosovar de 2011, elle compte 584 habitants, tous albanais.

## Histoire
Dans le village se trouve le han (auberge) de Shefki, qui remonte au XIXe siècle, et le moulin de Haki, proposés pour une inscription sur la liste des monuments culturels du Kosovo. La mosquée, construite en 1866, est elle aussi proposée pour un classement kosovar.

## Démographie

### Évolution historique de la population dans la localité
| 1948 | 1953  | 1961  | 1971  | 1981  | 1991 | 2011 |
| ---- | ----- | ----- | ----- | ----- | ---- | ---- |
| 998  | 1 096 | 1 162 | 1 143 | 1 004 | 844  | 584  |

|  |